# Swāt
Lo Swat (in urdu دریائے سوات, daryā-e Swāt) è un fiume del Pakistan che scorre attraverso la valle omonima nella provincia pakistana del Khyber Pakhtunkhwa.

## Percorso
Il fiume trae origine sulla catena montuosa dell'Hindu Raj, vicino al villaggio di Kalam, dalla confluenza dei fiumi Gabral e Ushu e, dopo aver attraversato i distretti di Swat, Lower Dir e Malakand, a Charsadda si getta nel Kabul, proveniente da ovest, circa 60 km a monte della sua confluenza con l'Indo.

## Affluenti
Lo Swat ha numerosi affluenti più piccoli che provengono dalle regioni montuose circostanti. Suo affluente principale è il Panjkora.
Il fiume irriga gran parte del distretto dello Swat e contribuisce notevolmente al settore della pesca locale. Il bacino idrografico del fiume ospita due importanti centrali idroelettriche, che forniscono elettricità alla regione.

## Storia
Lo Swat viene citato già nel Rigveda sotto il nome di Suvastu.
Secondo la tradizione, Alessandro Magno attraversò lo Swat con parte del suo esercito, prima di dirigersi a sud, per soggiogare gli abitanti della zona.
Mentre l'area lungo il corso superiore del fiume (la valle di Kalam) è stata popolata relativamente in ritardo, probabilmente durante il XVI o il XVII secolo, numerosi resti archeologici - come gli stupa buddhisti di Butkara, Amlukdara o Shingardara - indicano che il suo corso inferiore, nei pressi delle città di Mingora e Barikot, era popolato fin dall'antichità.
Nei primi decenni del XXI secolo, la valle dello Swat è stata in parte e per un certo periodo di tempo sotto il controllo degli estremisti talebani.